# Tê giác đen trung nam
Tê giác đen trung nam (danh pháp hai phần: Diceros bicornis minor) là một phân loài của loài tê giác đen. Đây là phân loài là phân loài đông nhất về số lượng, chúng đã từng phân bổ rộng khắp từ miền trung Tanzania về phía nam tới Zambia, Zimbabwe và Mozambique tới phía bắc và phía đông của Nam Phi.